# Јаболци
Јаболци (мкд. Јаболци) су насеље у Северној Македонији, у северном делу државе. Јаболци припадају општине Сопиште, која окупља јужна предграђа Града Скопља.

## Географија
Јаболци су смештени у северном делу Северне Македоније. Од најближег већег града, Скопља, насеље је удаљено 25 km јужно.
Насеље Јаболци је у оквиру историјске области Кршијак, која се обухвата долину Маркове реке, јужно од Скопског поља. Насеље је смештено на северним падинама планине Караџице, док се источно тло спушта у клисуру Маркове реке. Надморска висина насеља је приближно 690 метара.
Месна клима је континентална.

## Становништво
Јаболци су према последњем попису из 2002. године имали 41 становника.
Претежно становништво у насељу су етнички Македонци (63%), док су остало Албанци (37%).
Већинска вероисповест је православље, а мањинска ислам.